# Alexandre Daigle
Alexandre Daigle (* 7. února 1975 Montréal, Québec) je bývalý kanadský hokejový útočník, který odehrál 616 utkání v National Hockey League.

## Reprezentace
S kanadskou reprezentací do 20 let se stal dvakrát mistrem světa v této věkové kategorii – startoval v letech 1993 ve Švédsku a 1995 na domácí půdě.

### Reprezentační statistiky
| 1993 | Kanada 20 | MS 20 | 7 | 0 | 6 | 6  | 27 |
| 1995 | Kanada 20 | MS 20 | 7 | 2 | 8 | 10 | 4  |

## Kariéra

### QMJHL
Jako šestnáctiletý začal oblékat v kanadské juniorské Quebec Major Junior Hockey League dres klubu Victoriaville Tigres a hned v první sezoně 1991/92 se zařadil mezi hvězdy soutěže. Zisk 110 bodů doplnil o individuální ocenění – v QMJHL získal Michel Bergeron Trophy (nejlepší ofensivní nováček) a byl zařazen do druhého All star týmu. V rámci Canadian Hockey League, zaštiťující tři hlavní juniorské ligy, byl umístěn do All rookie teamu a byl zvolen nejlepším nováčkem (CHL Rookie of the Year). V další sezoně nastřádal 137 bodů a z galavečera soutěže si odnesl Mike Bossy Trophy (nejperspektivnější hráč) a také byl součástí prvního All star týmu. CHL jej ocenila trofejí CHL Top Draft Prospect Award.
V roce 1993 začal profesionální kariéru, ale v době výluky NHL na podzim 1994 odehrál úvod ročníku za Tigres.

### Draft NHL
V červnu 1993 byl draftován na celkové první pozici klubem Ottawa Senators a očekávala se jeho hvězdná kariéra v NHL. S Ottawou podepsal pětiletý kontrakt s příjmem 12 250 000 dolarů, v té době rekordní výše pro první smlouvu. Quebec Nordiques se jej pokusil vyměnit za Petera Forsberga, protože se počítalo s tím, že se bude jednat o jednoho z nejlepších frankofonních kanadských hokejistů v historii. Výše Daigleho platu se později Ottawě vymstila při jednáních o smlouvách s jinými hvězdami klubu, například Alexejem Jašinem. Je považován za jednu z nejhorších prvních voleb draftu v historii severoamerického sportu.

### Profesionální
Ottawa vyměnila Daigleho v lednu 1998 do celku Philadelphia Flyers, jeho odchod si žádalo v klubu více osob napříč managementem, spoluhráči a fanoušky. Většina mu vyčítala kromě výše platu i neadekvátní nasazení v zápasech. Výměnou získala Ottawa dvojici Pat Falloon – Václav Prospal a volbu v druhém kole draftu. Už v následujícím ročníku 1998/99 byl vyměněn. Během 29. ledna práva na hráče nejprve Flyers přepustili do Edmonton Oilers za Andreje Kovalenka, Edmonton pak útočníka ihned poslal do celku Tampa Bay Lightning za Alexandra Selivanova. V Tampě dohrál sezonu. Před tou další – 1999/2000 – byl prodán do New York Rangers. Pro nevyrovnané výkony část ročníku strávil na farmě v American Hockey League – Hartford Wolf Pack. Na konci ročníku přerušil ve věku 25 let kariéru.
Vedení klubu Pittsburgh Penguins v říjnu 2002 ohlásilo, že podepsalo s hráčem po jeho výkonech v přípravném kempu roční smlouvu (příjem 700 000 dolarů). Během roku v organizaci Penguins hrál i za rezervní Wilkes-Barre/Scranton Penguins v AHL. Ročník 2003/04 odehrál opět s ročním kontraktem za Minnesota Wild, svými výkony si vysloužil jeho prodloužení i na další sezonu 2005/06 (sezona NHL 2004/05 se kvůli sporům vedení soutěže a hráčských odborů nekonala). V té už se mu tolik nedařilo a dokončil jí v AHL, kde hájil barvy Manchester Monarchs.
V roce 2006 se rozhodl pokračovat ve své kariéře ve švýcarské lize, konkrétně se na dvě sezony upsal HC Davos. V dresu tohoto mužstva se stal dvakrát mistrem Švýcarska (2006/07 a 2008/09). Poslední sezonou Daigleho kariéry byla 2009/10, kdy po čtyřech odehraných zápasech odešel z Davosu a po dvou utkáních za Fribourg-Gottéron dohrál ročník na hostování v dresu SCL Tigers.

## Klubové statistiky
- Debut v NHL (a zároveň první dvě asistence) – 6. října 1993 Ottawa Senators – Quebec Nordiques 5:5
- První gól v NHL (dvě branky a asistence ve druhém utkání) – 9. října 1993 St. Louis Blues – Ottawa Senators 7:5

| Sezona                 | Klub                           | Soutěž     | Základní část | Základní část | Základní část | Základní část | Základní část | Play off | Play off | Play off | Play off | Play off |
| Sezona                 | Klub                           | Soutěž     | Z             | G             | A             | B             | TM            | Z        | G        | A        | B        | TM       |
| ---------------------- | ------------------------------ | ---------- | ------------- | ------------- | ------------- | ------------- | ------------- | -------- | -------- | -------- | -------- | -------- |
| 1990/91                | Laurentides Vikings            | QAAA       | 42            | 50            | 60            | 110           | 98            | 13       | 5        | 9        | 14       | 23       |
| 1991/92                | Victoriaville Tigres           | QMJHL      | 66            | 35            | 75            | 110           | 63            | —        | —        | —        | —        | —        |
| 1992/93                | Victoriaville Tigres           | QMJHL      | 53            | 45            | 92            | 137           | 85            | —        | —        | —        | —        | —        |
| 1993/94                | Ottawa Senators                | NHL        | 84            | 20            | 31            | 51            | 40            | —        | —        | —        | —        | —        |
| 1994/95                | Ottawa Senators                | NHL        | 47            | 16            | 21            | 37            | 14            | —        | —        | —        | —        | —        |
|                        | Victoriaville Tigres           | QMJHL      | 18            | 14            | 20            | 34            | 16            | —        | —        | —        | —        | —        |
| 1995/96                | Ottawa Senators                | NHL        | 50            | 5             | 12            | 17            | 24            | —        | —        | —        | —        | —        |
| 1996/97                | Ottawa Senators                | NHL        | 82            | 26            | 25            | 51            | 33            | 7        | 0        | 0        | 0        | 2        |
| 1997/98                | Ottawa Senators                | NHL        | 38            | 7             | 9             | 16            | 8             | —        | —        | —        | —        | —        |
|                        | Philadelphia Flyers            | NHL        | 37            | 9             | 17            | 26            | 6             | 5        | 0        | 2        | 2        | 0        |
| 1998/99                | Philadelphia Flyers            | NHL        | 31            | 3             | 2             | 5             | 2             | —        | —        | —        | —        | —        |
|                        | Tampa Bay Lightning            | NHL        | 32            | 6             | 6             | 12            | 2             | —        | —        | —        | —        | —        |
| 1999/00                | New York Rangers               | NHL        | 58            | 8             | 18            | 26            | 23            | —        | —        | —        | —        | —        |
|                        | Hartford Wolf Pack             | AHL        | 16            | 6             | 13            | 19            | 4             | —        | —        | —        | —        | —        |
| 2000/01                | nehrál                         | nehrál     | nehrál        | nehrál        | nehrál        | nehrál        | nehrál        | nehrál   | nehrál   | nehrál   | nehrál   | nehrál   |
| 2001/02                | nehrál                         | nehrál     | nehrál        | nehrál        | nehrál        | nehrál        | nehrál        | nehrál   | nehrál   | nehrál   | nehrál   | nehrál   |
| 2002/03                | Pittsburgh Penguins            | NHL        | 33            | 4             | 3             | 7             | 8             | —        | —        | —        | —        | —        |
|                        | Wilkes-Barre/Scranton Penguins | AHL        | 40            | 9             | 29            | 38            | 18            | 4        | 0        | 1        | 1        | 0        |
| 2003/04                | Minnesota Wild                 | NHL        | 78            | 20            | 31            | 51            | 14            | —        | —        | —        | —        | —        |
| 2004/05                | HC Forward Morges              | SWI-2      | —             | —             | —             | —             | —             | 2        | 1        | 1        | 2        | 0        |
| 2005/06                | Minnesota Wild                 | NHL        | 46            | 5             | 23            | 28            | 12            | —        | —        | —        | —        | —        |
|                        | Manchester Monarchs            | AHL        | 16            | 6             | 8             | 14            | 4             | 7        | 4        | 7        | 11       | 6        |
| 2006/07                | HC Davos                       | SWI        | 44            | 22            | 39            | 61            | 44            | 18       | 4        | 9        | 13       | 6        |
| 2007/08                | HC Davos                       | SWI        | 45            | 13            | 30            | 43            | 59            | 12       | 6        | 5        | 11       | 2        |
| 2008/09                | HC Davos                       | SWI        | 44            | 9             | 23            | 32            | 8             | 10       | 1        | 2        | 3        | 2        |
| 2009/10                | HC Davos                       | SWI        | 4             | 2             | 2             | 4             | 2             | —        | —        | —        | —        | —        |
|                        | Fribourg-Gottéron              | SWI        | 2             | 0             | 2             | 2             | 0             | —        | —        | —        | —        | —        |
|                        | SCL Tigers                     | SWI        | 25            | 7             | 17            | 24            | 0             | 9        | 2        | 6        | 8        | 14       |
| NHL celkem             | NHL celkem                     | NHL celkem | 616           | 129           | 198           | 327           | 186           | 12       | 0        | 2        | 2        | 2        |
| Konec hokejové kariéry |                                |            |               |               |               |               |               |          |          |          |          |          |

Pozn: u ročníku 2009/10 je kurzívou místo bilance z play off statistika z play out švýcarské ligy